# Église Saint-Étienne de Fougerolles
Pour les articles homonymes, voir Église Saint-Étienne et Saint-Étienne.
L'église Saint-Étienne est une église catholique située à Fougerolles-Saint-Valbert, en France.

## Localisation
L'église est située sur la commune de Fougerolles-Saint-Valbert, dans le département français de la Haute-Saône.

## Histoire
L'édifice est inscrit au titre des monuments historiques en 1978.

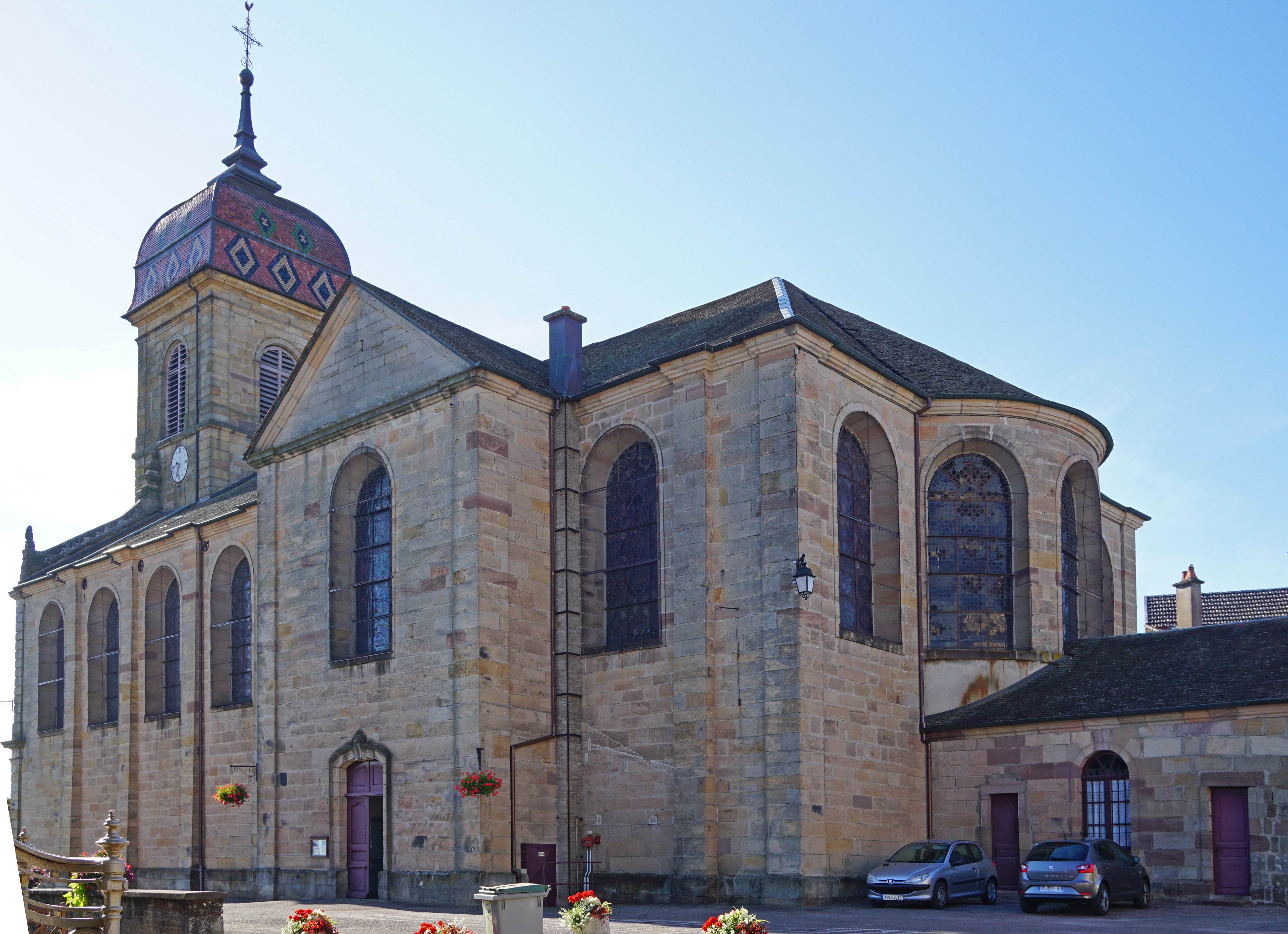
Vue arrière.
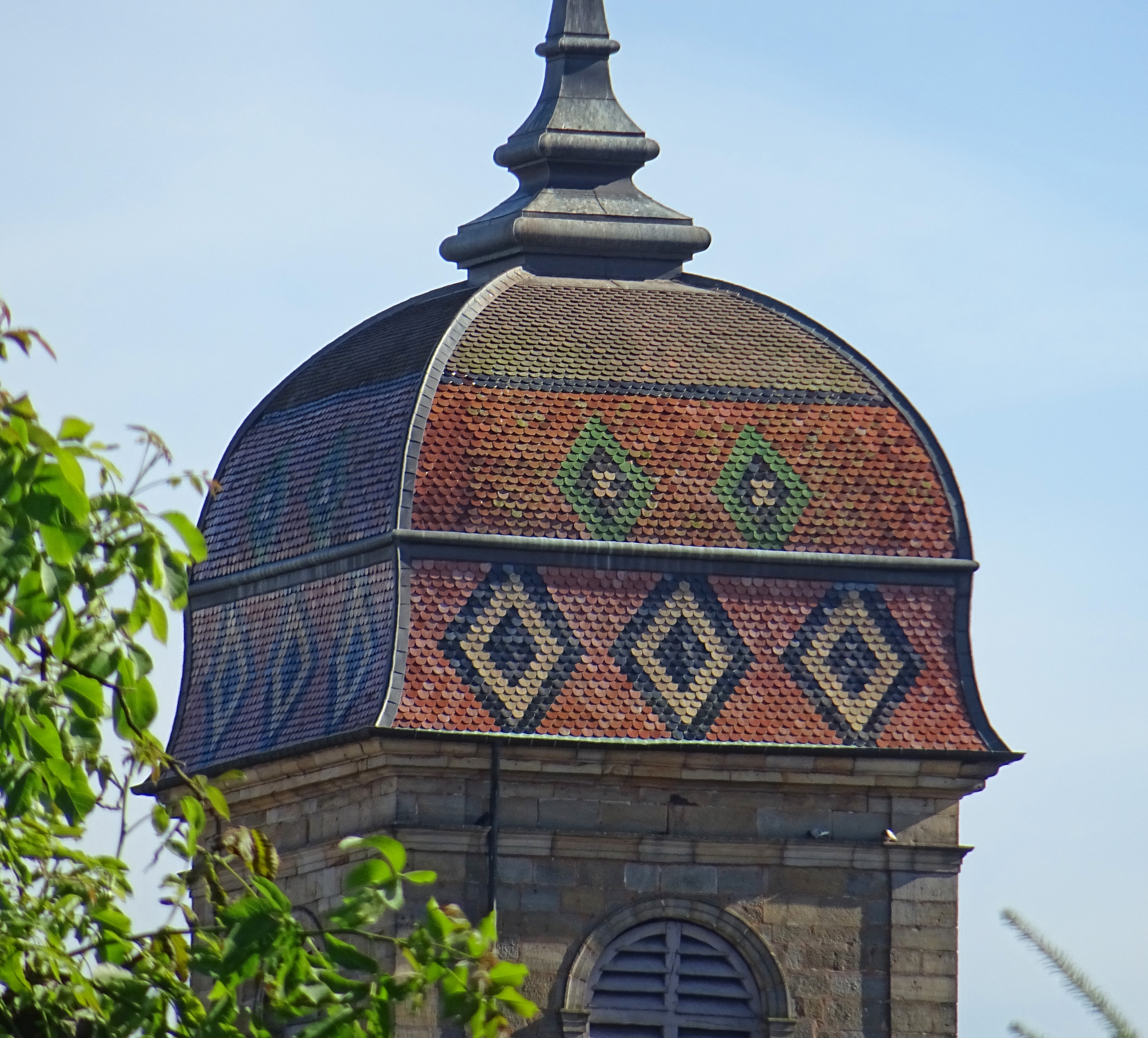
Le clocher comtois.
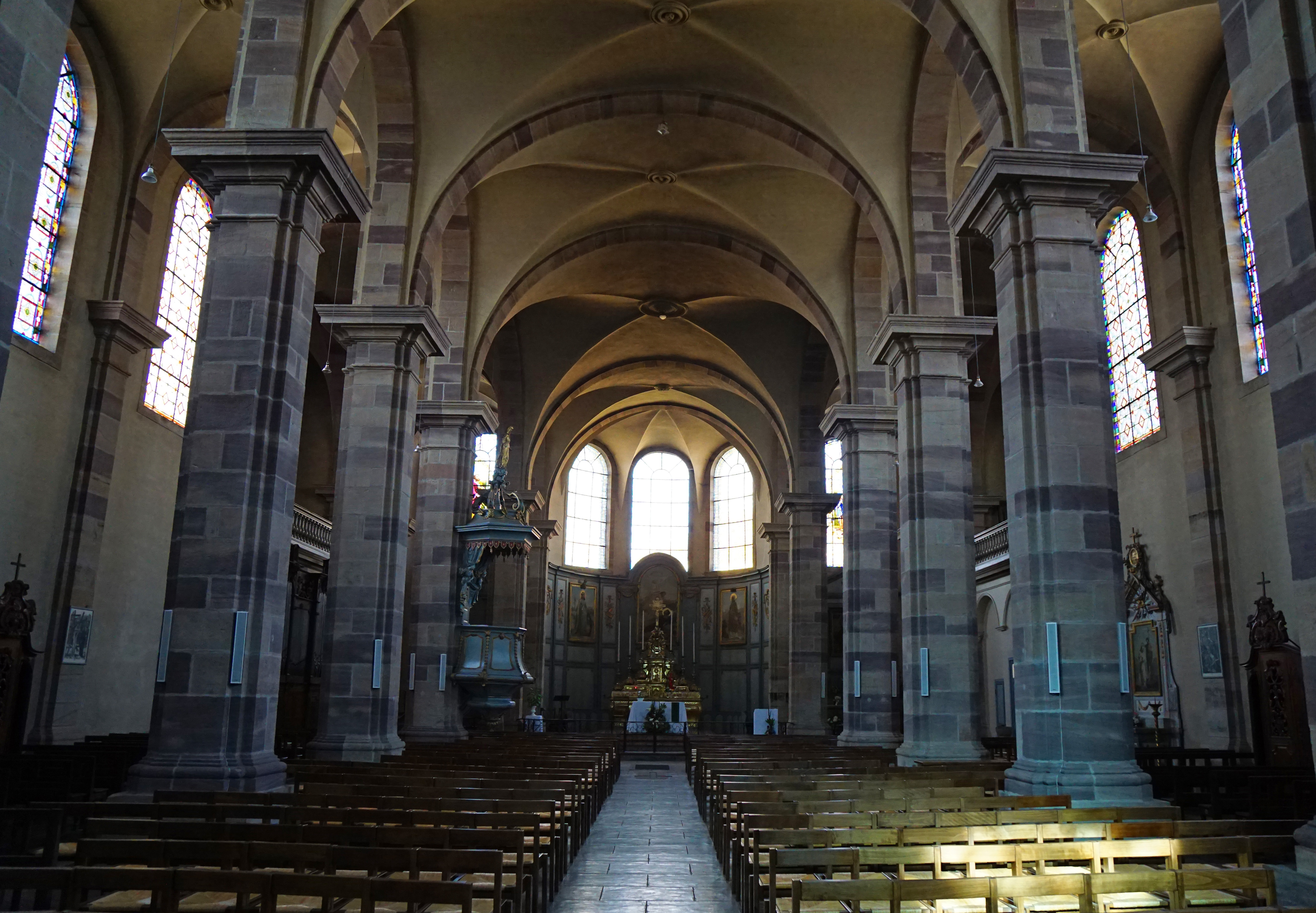
L'intérieur.
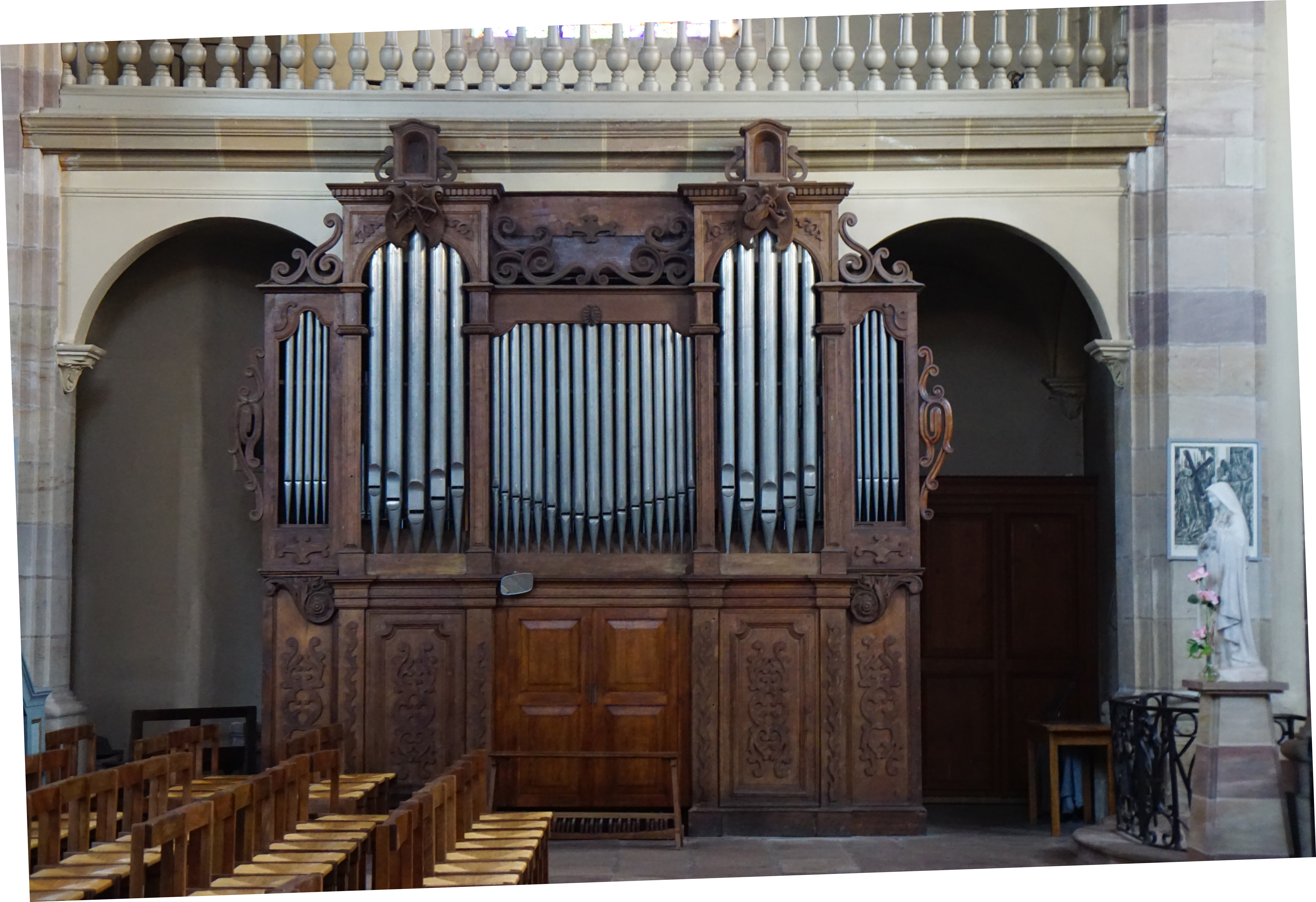
L'orgue.
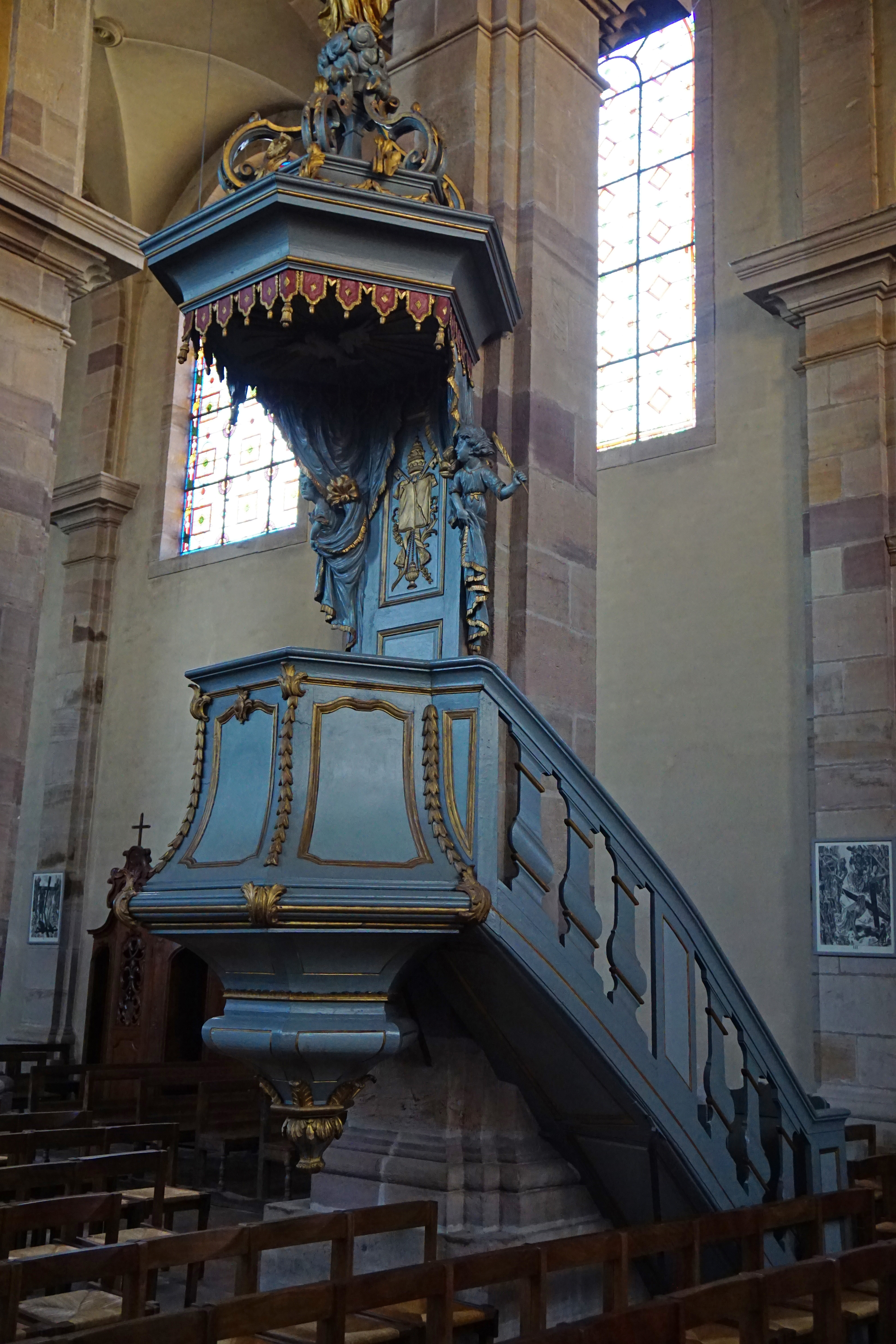
La chaire.
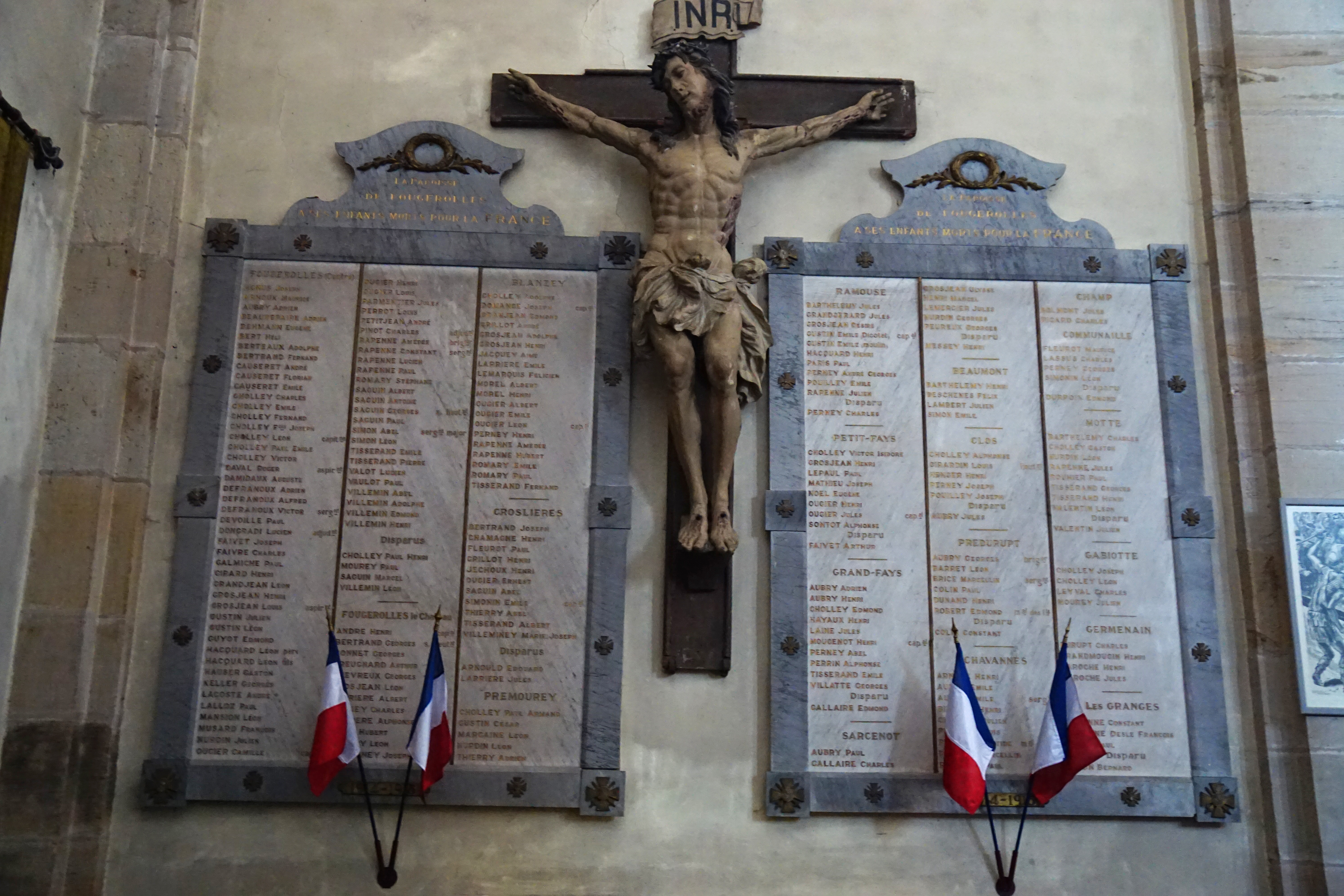
Hommage aux morts de guerre.